# Théophile Abega
Théophile Abega (Nkomo, 9 juli 1954 – Yaoundé, 15 november 2012) was een Kameroens voetballer. 
Hij speelde op het middenveld bij onder andere Toulouse FC en kwam ook uit voor het nationale team. Tijdens het Wereldkampioenschap voetbal 1982 in Spanje speelde hij alle drie de wedstrijden mee.
Tijdens de African Cup of Nations 1984 was hij aanvoerder en won Kameroen voor het eerst die Afrika Cup.
Abega overleed op 58-jarige leeftijd aan een hartstilstand.